# Pietro Casola
Pietro Casola (Milano, 1427 – Corbetta, 6 novembre 1507) è stato uno scrittore e presbitero italiano.

## Biografia
Nato da una nobile famiglia di Milano, Pietro Casola intraprese ben presto la carriera ecclesiastica. Venne eletto rettore della chiesa di San Vittore al Pozzo e nominato poi cappellano della Chiesa di San Tomaso in Terramara a Milano nel 1452 all'età di 25 anni.
Dal 1460 servì a Roma come segretario dell'ambasciata del Ducato di Milano e successivamente, a Milano come segretario del cardinale Decano del Duomo. Il 13 agosto 1467, Paolo II lo nominò prevosto con beneficio della chiesa di S. Vittore Martire di Corbetta come ricompensa per i servigi resi alla chiesa cattolica. È durante il soggiorno corbettese che conoscerà Ambrogio Varese da Rosate celebre medico e astrologo di Ludovico il Moro, che abitava da tempo nella cittadina milanese. Nel 1476 diviene canonico del Duomo di Milano e nel 1502 assurge anche al canonicato della Basilica di Sant'Ambrogio, sempre a Milano. Si spense a Corbetta, nel 1507, assistito nelle sue cure da Ambrogio Varese da Rosate.
È ricordato soprattutto per un suo diario di viaggio intitolato Pellegrinaggio a Gerusalemme nell'Anno 1494. Essa non è però l'unica opera composta dal Casola, in quanto tra il 1490 e il 1492 egli curò due edizioni del breviario ambrosiano, mentre nel 1499 realizzò un messale in rito ambrosiano.

## Il "Pellegrinaggio a Gerusalemme nell'Anno 1494"
Il 15 maggio 1494, Casola iniziò il proprio viaggio verso la Terrasanta, il quale durò quasi sei mesi a causa di vari problemi incorsi durante il viaggio per mare e per terra. Il suo diario di viaggio include note dettagliate dei luoghi da lui visitati lungo il suo percorso, inclusi gli aspetti relativi all'economia, al cibo ed alla cultura, come del resto quelli relativi alle chiese visitate. Durante il suo viaggio Pietro Casola annotò le sue impressioni sulle città di Ragusa, Corfù, Zante, Modone, Corone, Cerigo, Cerigotto, Paros, Candia, Rodi, Limaso, Famagosta, Episcopia, Jaffa, Nablus, Ramallah, Lod ed infine Gerusalemme, Betlemme e Gerico.
Di questo libro ci è pervenuta una sola copia manoscritta di 166 pagine compilate su entrambe le facciate con inchiostro marrone, al ritmo di 37 righe a pagina. Essa è custodita nella Biblioteca Trivulziana di Milano. Delle totalità delle pagine, 20 sono dedicate alla descrizione di Gerusalemme, mentre un centinaio descrivono il viaggio tra Venezia e Jaffa. Non vengono risparmiati insulti alle popolazioni di religione islamica ed ebraica.